# جیرو تسوجی
جیرو تسوجی (ژاپنی 辻二郎، Tsuji Jirō؛ زادهٔ ۱۱ مه ۱۹۲۷ در شیگا؛ † ۱ آوریل ۲۰۲۲) شیمیدان ژاپنی بود که نخستین بار واکنش کربونیل‌زدایی تسوجی–ویلکینسون در شیمی آلی را گزارش کرد.